# Diocesi di Xuanhua
La diocesi di Xuanhua (in latino: Dioecesis Siuenhoavensis) è una sede della Chiesa cattolica in Cina suffraganea dell'arcidiocesi di Pechino. La sede è vacante.

## Territorio
La diocesi comprende parte della provincia cinese dello Hebei.
Sede vescovile è Xuanhua, distretto della città-prefettura di Zhangjiakou, dove si trova la cattedrale della Santa Croce.

## Storia
Il vicariato apostolico di Xuanhuafu fu eretto il 10 maggio 1926 con il breve Expedit et di papa Pio XI, ricavandone il territorio dal vicariato apostolico di Pechino (oggi arcidiocesi). Il primo vicario, monsignor Philippe Zhao Huai-yi, fu tra i primi sei vescovi cinesi ordinati da Pio XI a Roma il 28 ottobre 1926.
L'11 aprile 1946 il vicariato apostolico è stato elevato a diocesi con la bolla Quotidie Nos di papa Pio XII.
Nel 1980 il governo cinese di propria autorità ha unito le diocesi di Xiwanzi e di Xuanhua dando origine alla nuova circoscrizione ecclesiastica di Zhangjiakou, non riconosciuta dalla Santa Sede. Dopo il 1980, si conoscono tre vescovi "clandestini": Simon Zhang Jiumu (morto nel dicembre 1999), Philippe Zhao Zheng-Dong (succeduto a Zhang Jiumu, morto nel 2007) e Thomas Zao Kexun (dal 2007 e deceduto nel 2018).
Il 7 aprile 2013 fu consacrato un vescovo coadiutore, Augustine Cui Tai, che è stato arrestato dalle autorità cinesi nella primavera del 2021.

## Cronotassi dei vescovi
Si omettono i periodi di sede vacante non superiori ai 2 anni o non storicamente accertati.
- Philippe Zhao Huai-yi † (24 giugno 1926 - 14 ottobre 1927 deceduto)
- Peter Tcheng † (28 marzo 1928 - 25 agosto 1935 deceduto)
- Joseph Ciamgioenpuo (Chang Jun-po) † (7 luglio 1936 - 20 novembre 1947 dimesso)
- Peter Wang Mu-To † (8 gennaio 1948 - 3 ottobre 1959 deceduto)
  - Sede vacante
  - Chang Shou-yi † (20 aprile 1958 consacrato - 27 marzo 1987 deceduto)
  - Xu Li-zhi † (31 maggio 1987 consacrato - 19 gennaio 1992 deceduto)
  - Simon Zhang Jiu-mu † (3 ottobre 1989 consacrato - 12 dicembre 1999 deceduto)
  - Philip Peter Zhao Zhen-dong † (12 dicembre 1999 succeduto - 13 luglio 2007 deceduto)
  - Thomas Zhao Ke-xun † (13 luglio 2007 succeduto - 2018 deceduto)